# 危機管理
危機管理（ききかんり、英: crisis management）とは、組織の意思決定者や紛争の当事者が直面している危機に対する手段の使用である。

## 概説
危機管理という概念が提唱されるようになったのは第二次世界大戦が終結した後の核時代からの事態であり、オスグッドやカーンなどによって国家間での武力紛争が核戦争へと拡大する危険が指摘されていた。彼らは紛争の拡大が起こる根本的な原因とは国益を追求するために意図的に危険を伴う競合的な国際関係であると考え、このような相互作用の働きを政策的、戦略的に抑制する危機管理の必要を主張したのである。
リスクマネジメント(Risk management)を含む概念であり、「危機管理」として使用される場合にこれらのいずれを指すか、または両方を含んでいるかは少し曖昧である。
第一次世界大戦の戦争突入あるいは戦線拡大、甚大な被害を招く事態へのエスカレーションを防止することを目的として、その回避のための方策が検討されたことが起源とされる。ゆえに現在では、防災や防犯、テロ対策、企業経営など、さまざまな危機（マルチハザード）を対象とするが、本来は国家間の安全保障が中心課題とされる。

## 前例検証と、階層化・兼用化
前例検証
- 「蓋然性の低い大災害にどこまで備えるか？」は難しい問題である。曰く、「天の崩落に備える必要があるか？（杞憂の語源）」「UFOの侵略に備える必要があるか？」「小惑星の衝突に備える必要はあるか？」「原発炉心溶融に備える必要はあるか？」「戦争に備える必要があるのか？」日本の国会でも類例の問答が行われたことがある。
- 「備える必要、の要不要判断」の「有力な目安」となるのは「過去の前例の検証」である
- 上記の例では、前例のない「天の崩落」「UFOの侵略」は「余程の科学的根拠がない限り」杞憂として扱われる
- 一方、前例のある「小惑星の衝突」「戦争」「原発炉心溶融」「大震災」などは前例があるので、皮膚感覚としては馬鹿げたことに思えても、「過去に起きている以上、想定するのが馬鹿げているように思える皮膚感覚は、動物としての人間の感覚錯覚である」と自覚して錯覚を補正して、「危険予知」「回避行動」「回避失敗時の防災準備」に着手せねばならない。大災害が起こってしまえば、前例がある以上、「想定外」という言い訳は通らないからである。
- 上記の感覚錯覚は、個人の日常感覚を、組織運営に持ち込むことによって起こる

階層化・兼用化
- しかし、我々個人の日常では、そのような「蓋然性の低い大災害」に個人で備えることは、コスト上不適切である。
- 一般的に蓋然性が低いほど、低コストで危機管理することが求められるので、「上級広域組織」に危機管理を委任する。
- たとえば蓋然性が低く、全地球的問題である小惑星の衝突は現在は西側諸国のリーダーの米国政府がNASAに命じて小惑星の捜索と軌道の確定を急がせている。15万個ほど発見されたものの、（衝突した場合、半径数百kmに大損害を与える直径1km級を含めて）数十万個が尚未発見なので、国家間共同での探索が求められている。また、戦争や原発炉心溶融に関しては国家レベルでの対応が必要である。
- 震災における津波対策の例を挙げれば、高いコストを投じてむやみに防潮堤を整備するよりも低コストかつ確実に人命を救う方策としては、平時において各個人に対して学校教育や公共放送を通じて、大きな揺れを感じたら、津波のおそれがあると考えて高台に退避するという「てんでんこ」の心がけを周知することが有効である。
- 火災においては、小規模なてんぷら油火災などに備える消火器は、可燃物を使用する企業が各店舗で備えるべきだが、消防車を各店舗で個別に買うのはコストがかかりすぎるので、自治体が消防車を準備する。民間が実施する備えは、せいぜい自衛防災組織や自衛消防組織までにとどまる。震災による原発事故では、震災による道路損傷・渋滞で電源車の到着が遅れたが、各自治体消防署で40億円もする大型輸送ヘリとガスタービン発電機を個別に買うのはコストがかかりすぎるので上級広域組織である国が担当し、自衛隊の大型輸送ヘリと兼用化して、ガスタービン発電機空輸体制を整備したほうが低コストである。
- このように、蓋然性の低い大災害の対応コスト問題については、「上級組織で広域対応する」「他の装備と兼用化する」という手段によって、低コストかつ良質の安全保障を提供するのが一般的な危機管理システムである。
- 航空機事故（とりわけ飛行機事故）に関してはICAO Annex13にその詳細が述べられている。数百人の旅客と数百億円の旅客機がひとたび墜落ないしは墜落と同等の事故を起こすと計り知れないほどの国家的経済損失を生む要因となる。昨今LCCの台頭により安価で飛行機の旅が出来るようになった。飛行機事故の総数は相対的に減少していることは確かである。先述のICAO Annex13の中で「事故調査の目的」について記載がある。将来における事故の防止すなわち予防である。この予防のためのコストと実際の航空運賃とのバランスについては正解が出されていないのが現状と言える。[2]

「蓋然性が低いから備えなくていい」は誤り
- 上記のように、蓋然性の低い大災害については、「歴史を調べて前例を検証し」「前例があったなら、広域上級組織に上げて兼用化で、低コストで対処する」という対応が正しく、「組織問題の危機管理に個人感覚を持ち込んで、大災害想定は馬鹿げたことに思える生物的錯覚を信頼して、あるいは財源難を理由にして、碌に前例を調べずに、想定不適切事象＝馬鹿げた杞憂に分類して、危機管理を怠る」という対処は、危機管理、危険予知の上で最も陥り易い誤りである。
- このような危機管理の基礎は、本来学校教育で教育されるべきであるが、学校の教育カリキュラムにはないため、上級組織の担当者が上記のような錯誤を起こして、危機管理の対応が泥縄になる事態が頻発しているのが実情である。

危機管理のシミュレーション
- 過去の類例をもとに危機対応のゲーミング・シミュレーションが官民でなされている。大学教育でも核戦争、キューバ危機、尖閣諸島漁船衝突事件などを事例に行われ、時間と情報が限られた中での政策決定を模して危機回避のタイミング、方法を学習することができる（詳細はシミュレーションを参照）[3]。

## 危機管理の要諦
- 実際は発生するまえの、危険予知・予防・発生時の準備が8割で、惨事が起きてから泥縄で対処したのでは8割失敗している
- 例えば戦争に対する危機管理では
  - 戦争を予知・予防するとともに
  - 回避に失敗した時に備えて、対処の作戦案を平時のうちから準備し、装備・消耗資材を準備し、兵士を訓練せねばならない
  - 兵器等の製造は2年前後かかり、戦争が起きてから、慌てて作戦を立てて、兵器を発注し、訓練を始めても間に合わない
  - 危機管理を、泥縄の事後処理で捉えるのは基本的には誤りである

準備がある前提で、事後処理としては
- 現在発生中の被害を最小限に食い止めること
- 危機のエスカレーション・2次被害を防止すること
- 危機を収束させ正常な状態に戻すこと

が必要

## 6つの段階
通常は以下の6段階より構成される。
1. 予防：危機発生を予防する
2. 把握：危機事態や状況を把握・認識する
3. 評価
  - 損失評価：危機によって生じる損失・被害を評価する
  - 対策評価：危機対策にかかるコストなどを評価する
4. 検討：具体的な危機対策の行動方針と行動計画を案出・検討する
5. 発動：具体的な行動計画を発令・指示する
6. 再評価
  - 危機内再評価：危機発生中において、行動計画に基づいて実施されている点・または実施されていない点について効果の評価を随時行い、行動計画に必要な修正を加える。
  - 事後再評価：危機終息後に危機対策の効果の評価を行い、危機事態の再発防止や危機事態対策の向上を図る[4]

## 歴史
ドイツが第一次世界大戦での敗戦で莫大な賠償金の支払いを迫られたときのRisikopolitikという用語が、やがて、英語圏でのRisk managementとなって、1929年の世界恐慌時には保険業界での危機事態を中心に使用された。
日本
1950年代には日本へも経済概念としてのリスクマネジメント(Risk management)がアメリカ合衆国から導入され、その後、1970年代には広く日本語の「危機管理」と訳されて、経済危機以外にも防災や防犯のための用語として用いられるようになった。
1980年代以降は、日本での危機管理は、英語圏でのRisk managementと同様に国家間の安全保障といった政治用語や軍事用語として定着した。また、日本国内では、大企業を中心に、このころから徐々に企業内部での非日常的な危機事態への対処の必要性から危機管理が求められるようになった。その一環としての対応計画（Contingency plan）が平時から作られるようになり、西暦2000年問題では中小企業まで危機管理が求められた。
中国
2021年、河南省鄭州市の洪水被害時に、複数の有志によってネット上で『救命文档』が作成され被災者の情報、支援を受けられる場所などの情報が刻々とアップデートされた。

## クライシスマネジメントとリスクマネジメント
日本語ではクライシスマネジメント(Crisis management)とリスクマネジメント(Risk management)の2つは「危機管理」として一本化されて扱われていることが多い。確かに両者の概念には重なる部分もあるが、以下の違いがある。
クライシスマネジメント
危機事態の発生後の対処方法に関する点が概念の中心である。
リスクマネジメント
危機事態の発生を予防するためのリスクの分析方法等が概念の中心である。
これとは別に、不可抗力的な天災や大規模災害への対応にあたり被害の最小化を検討するイマ―ジェンシー・マネージメント（emergecy management）も危機管理として訳されることがある。これに対してクライシスマネジメントは、「人災」の際たるものである国際危機に対して利害調整をどのように行うかに焦点がおかれている。